# ليلو (إسبانيا)
ليلو، إسبانيا (بالإنجليزية: Lillo, Spain)‏ هي بلدية ومدينة في منطقة الحكم الذاتي كاستيا-لا مانتشا وتقع في مقاطعة طليطلة في وسط إسبانيا. تبلغ مساحة هذه المدينة 151 (كم²)، ويبلغ عدد سكانها 3126 نسمة حسب إحصاء المعهد الوطني الإسباني سنة 2008 م.

## وصلات خارجية
- الموقع الرسمي